# Советский (Ейский район)
Сове́тский — посёлок в Ейском районе Краснодарского края.
Административный центр Трудового сельского поселения.

## География
Расположен в центральной части Ейского полуострова, в 28 километрах к юго-западу от города Ейск.

## Население
| 2002 | 2010  |
| ---- | ----- |
| 1815 | ↗1949 |

## Достопримечательности
Школьный музей с экспонатами времён Отечественной войны, истории трудовой славы поселка Советский.